# Luigi Faidutti
Luigi Faidutti (San Leonardo, 11 aprile 1861 – Königsberg, 18 dicembre 1931) è stato un presbitero e politico austriaco di etnia friulana.

## Biografia
Ordinato sacerdote nel 1884, si laureò successivamente in teologia a Vienna. Fu docente al seminario teologico di Gorizia.
Nell'ultimo decennio dell'Ottocento Faidutti divenne la personalità guida del movimento cristiano sociale, che raggiunse la posizione egemonica tra la popolazione rurale friulana della Contea di Gorizia e Gradisca. Egli stesso originario di un territorio etnicamente sloveno, fu uno dei fautori della politica di avvicinamento ai cattolici sloveni; una politica che riuscì, nonostante alcune difficoltà, a stabilire un clima di sostanziale convivenza tra i due popoli.
Anche nel campo della politica economica e sociale, Faidutti seguì l'esempio del cattolicesimo degli sloveni del Goriziano che avevano avviato una decisa azione cooperativa. Nel 1896 precisamente il 22 marzo, Don Giuseppe Maria Camuffo con il beneplacito di Mons. Faidutti fondò la Cassa rurale di Capriva del Friuli, nel 1899 la Federazione dei consorzi agricoli del Friuli, nel 1900 la Banca friulana di cui fu il primo presidente.
Successivamente divenne consigliere comunale di Gorizia, dove però il suo partito si trovava in netta minoranza rispetto alle forze liberal-nazionali, e quindi deputato della Dieta provinciale. Grazie alla coalizione con i cattolici sloveni, fu nominato capitano provinciale nel 1913. Nelle prime elezioni a suffragio universale del 1907, fu eletto deputato al Parlamento di Vienna.
Negli anni di crescente tensione tra slavi e italiani nel Litorale (denominazione comune dei territori di Gorizia, Trieste e Istria), Faidutti mantenne le proprie posizioni anti-nazionaliste e anti-irredentiste. Anche nei documenti pubblici si definiva «deputato friulano al Parlamento di Vienna», lottando per il riconoscimento del popolo friulano da parte delle autorità austriache.
Durante la prima guerra mondiale, quando il Parlamento di Vienna venne chiuso, si prodigò nell'assistenza ai profughi friulani internati in vari campi austriaci.
Con la vittoria dell'esercito austro-ungarico a Caporetto e i campi di battaglia ormai lontani ai confini dell'Impero, riprese in Austria la vita politica: dopo la riapertura del parlamento di Vienna, ebbe inizio una vivace stagione politica, nella quale i rappresentanti dei vari popoli dell'Impero si batterono per la democratizzazione della Monarchia e della sua trasformazione in uno stato confederato che garantisse ampie autonomie ai singoli popoli. In questo clima Faidutti, assieme all'altro deputato del Friuli orientale, Giuseppe Bugatto, diede avvio a una campagna politica per l'autonomia del Friuli all'interno di un'Austria rinnovata.
Sul finire della guerra la preoccupazione d'un accordo con gli sloveni, che avevano ormai optato per la costruzione di uno stato jugoslavo, si accompagnava alla speranza di conservare l'autonomia tradizionale a Gorizia. A tale scopo si costituì un Consiglio nazionale friulano, proprio per iniziativa del Partito cattolico popolare del Friuli e dello stesso Faidutti. Il 20 ottobre 1918 Faidutti e Bugatto scrissero una dichiarazione nella quale rispondevano al manifesto con cui l'Imperatore Carlo I concedeva l'autonomia ai propri popoli (senza specificarne minimamente i contenuti). La dichiarazione comprendeva cinque punti: nel primo, veniva auspicata la formazione di una federazione europea soggetta a arbitrato internazionale che escludesse in avvenire l'uso delle armi nei conflitti tra i governi; nel secondo, si prendeva atto del manifesto imperiale; nel terzo, veniva reclamata la completa autonomia per il Friuli austriaco, comprendente la città di Gorizia, i distretti politici di Gradisca d'Isonzo e Monfalcone, meno i comuni di Duino e Doberdò e tre comuni del Collio (Medana, Bigliana, Cosbana); nel quarto, si dichiarava che il centro di gravitazione economica per il Friuli era la città di Trieste e che l'eventuale posizione privilegiata che si intendeva conferire alla città entro la confederazione austriaca fosse estesa anche al Friuli, "le cui marine fanno parte del Golfo di Trieste"; nel quinto, veniva reclamata la piena libertà di autodeterminazione del popolo friulano "qualora nelle trattative internazionali si volesse procedere a qualsiasi mutamento nella sua pertinenza statale". Il Friuli Orientale come proposto da Faidutti e Bugatto avrebbe avuto, secondo i dati del censimento austriaco del 1910, intorno a 122.000 abitanti, dei quali poco più di 16.000 sloveni e circa 3.000 germanofoni.
Negli stessi giorni Faidutti vide sgretolarsi la sua lunga alleanza con i cattolici sloveni che aderirono al Consiglio nazionale sloveno per il Goriziano, costituito alla fine d'ottobre del 1918. Il 1º novembre questi si ridusse a dichiarare l'adesione del Goriziano allo Stato degli Sloveni, dei Croati e dei Serbi (senza la parte friulana, ma con la città di Gorizia, aprendo così un punto di netta contrapposizione territoriale tra i due schieramenti). Ambedue le iniziative di autodeterminazione popolare restarono però sulla carta, soppiantate dalla vittoria italiana e l'entrata delle truppe italiane a Gorizia, avvenuta il 3 novembre dello stesso anno, mentre Faidutti era ancora a Vienna.
Con l'unificazione all'Italia della Venezia Giulia, il partito cattolico friulano fu soppresso. Faidutti venne accusato da parte dei nuovi circoli dominanti di essere un "traditore della patria". Non poté più tornare in Friuli (anche per quello che aveva fatto il primo novembre) poiché le autorità italiane gli proibirono di far ritorno a Gorizia. Faidutti continuò comunque ad interessarsi vivamente della propria causa pubblicando, in collaborazione con Giuseppe Bugatto, il volume L'attività del Partito cattolico popolare friulano negli ultimi venticinque anni (1894-1918).
L'arcivescovo di Gorizia, lo sloveno Francesco Borgia Sedej, cercò di difenderlo ed auspicò il suo ritorno a capo del Capitolo metropolitano, ma fu a sua volta minacciato di espulsione dalla diocesi. Neppure la disponibilità dello stesso Mussolini riuscì a rimuovere l'ostracismo nei suoi riguardi. Faidutti non rimise più piede nella sua città. Visse qualche anno a Roma dove si avvicinó parzialmente al Fascismo, poi nel 1924 la Santa Sede lo mandò alla nunziatura di Lituania, ma senza il titolo di nunzio né l'elevazione all'episcopato. Nella sua funzione di semplice uditore a Kaunas fu l'artefice del concordato siglato nel 1927 con quel paese.
Successivamente lasciò la Lituania per stabilirsi in Germania, dove morì nel 1931.